# Aston Down

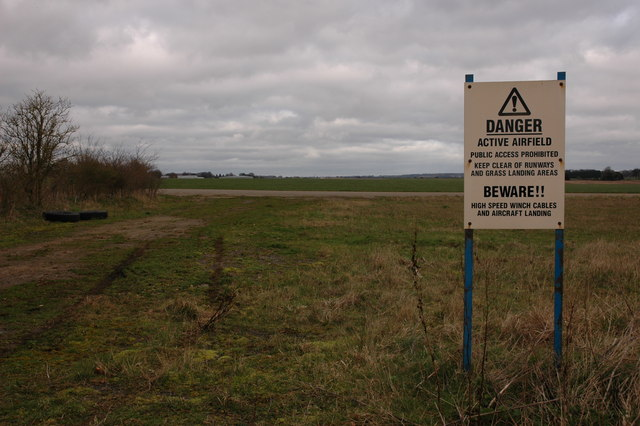
Aston Down

Aston Down är ett privat flygfält nära Minchinhampton i Gloucestershire, sydvästra England. Tidigare militärt flygfält under Royal Air Force ägo. Det användes av RAF från första världskriget till 1967, då det var  Cotswold Gliding Club hemmafält.  2002 såldes flygältet av Ministry of Defence till privat ägo.